# Горбатовский (хутор)
Горбатовский — хутор в Серафимовичском районе Волгоградской области.
Административный центр Горбатовского сельского поселения.

## География

### Улицы
- ул. Октябрьская
- ул. Центральная
- пер. Садовый
- пер. Терновый
- пер. Школьный

## История
В Области Войска Донского хутор входил в юрт станицы Усть-Хопёрской Усть-Медведицкого округа, в нём имелась Успенская церковь.

## Население
| 2010 |
| ---- |
| 364  |